# Puente Cachán
El puente Cachán es un antiguo puente ferroviario situado en el municipio español de Berrocal, en la provincia de Huelva. Originalmente formaba parte del ferrocarril de Riotinto, que estuvo operativo entre 1875 y 1984. Actualmente la infraestructura se encuentra abandonada, sin uso ferroviario.

## Historia
El puente fue diseñado por el ingeniero británico George Barclay Bruce, tiene una longitud de 20 metros y está compuesto por dos tramos con un único apoyo de mampostería. La infraestructura tiene en su haber la particularidad de conservarse tal cual se levantó originalmente. Entró en servicio en 1875, junto con el resto del ferrocarril de Riotinto, y se mantuvo en funcionamiento durante algo más de un siglo, hasta la clausura de la línea en 1984. La línea férrea era utilizada principalmente para el transporte de minerales y mercancías, aunque también llegó a haber servicios de pasajeros.
En la actualidad el Puente Cachán se encuentra abandonado y virtualmente fuera de servicio.